# 三遊亭金の助
三遊亭 金の助（さんゆうてい きんのすけ、1987年9月17日 - ）は、落語家。落語芸術協会所属。出囃子∶鞍馬山の修羅囃子。本名∶石原 広大。

## 来歴
岡山市出身。関西高等学校、 2010年駒澤大学文学部地理学科卒業。
2014年9月に三遊亭金遊に入門、11月に寄席楽屋入り。12月12日に新宿末廣亭にて初高座、演目は「道灌」。
2018年11月下席、二ツ目昇進。2019年3月に師匠金遊が死去したため、金遊の弟弟子である三遊亭笑遊門下へ移籍。

## 芸歴
- 2014年
  - 9月 - 三遊亭金遊に入門。
  - 11月 - 楽屋入り。前座名「金の助」。
- 2018年11月 - 二ツ目昇進。
- 2019年3月 - 師匠金遊が死去したため、金遊の弟弟子三遊亭笑遊門下へ移籍。

## 人物
2009年、新潟国体ボクシング競技成年ウェルター級3位。大学卒業時、学長賞を個人で受賞した。プロボクサー清水聡は2つ先輩。
トレーディングカードアーケードゲーム（ガンダムトライエイジ）を趣味としており、自称「ガンダムトライエイジ非公式サポーター芸人」。

### 他の「きんのすけ」
この名跡は、以下のように様々な字で名乗られている。
- 三遊亭金之助 - 上方三友派に金之助がいた。詳細不明。
- 古今亭錦之輔 - 後の6代目古今亭今輔。
- 柳家金之助 - 後の五明樓玉の助。
- 宝集家金之助 - 音曲師。